# MOS 8502
El MOS Technology 8502 fue un microprocesador de 8 bits diseñado por MOS Technology y usado en la Commodore 128. Basado en el MOS 6510 usado por la Commodore 64, el 8502 agregaba la habilidad para correr, opcionalmente, al doble de frecuencia de reloj de la Commodore 64 con algunas limitaciones.
La memoria de acceso aleatorio (RAM) común de la época del Commodore 64 permitía accesos a 2 MHz. Si la CPU y el chip de video compartían la misma memoria para comunicarse, que era la solución común en la era en que la RAM era costosa, entonces normalmente habría que intercalar el acceso entre la CPU y el chip de video, para que sólo uno de ellos acceda a la memoria cada vez, generalmente haciendo una pausa en uno y otro. Suponiendo que los dos chips requieren un acceso aproximadamente igual, eso significa que los chips están en pausa la mitad del tiempo, funcionando efectivamente a 1 MHz.
La familia 6502 tenía una peculiaridad de diseño que facilitaba el diseño de tales sistemas. El 6502 usó un reloj de dos fases para controlar su circuito interno, pero solo accedía a la memoria durante una de las dos fases. Eso significaba que el chip de video podía usar la memoria durante fases de reloj alternativas sin interferir con la CPU. La principal ventaja de este estilo de acceso es que los dos chips no tienen que comunicarse para pausarse entre sí, simplemente observan la señal de reloj ya existente presente en los pines del 6502. En el Commodore 64 original, este truco de sincronización se utilizó para permitir que el VIC-II intercalara su acceso a la memoria principal con el 6510.
El 8502 puede funcionar a 2 MHz y cambiar fácilmente a los MHz del 6510. Cuando el 8502 funciona a doble velocidad, se enfrenta al problema de que no hay suficiente tiempo para que el VIC acceda a la memoria durante los semiciclos libres. Por esta razón, el 8502 solo puede funcionar a doble velocidad a tiempo completo cuando se usa con las 80 columnas del VDC en el 128, que tiene memoria separada para la pantalla a la que no se accede directamente desde la CPU.
Al ejecutar un modo de video del VIC, los dos chips comienzan a compartir el acceso, como es el caso en el 64, y esto significa que la CPU tiene que volver a su velocidad normal de ~1 MHz. Los programas podrían deshabilitar la pantalla durante los cálculos intensivos de CPU para permitir que la CPU funcione a su velocidad más rápida. También es posible una ganancia de velocidad menor, alrededor del 35%, mientras se mantiene activa la pantalla VIC al cambiar la CPU a 2 MHz solo mientras el VIC dibuja el borde vacío a lo largo de la parte superior e inferior de la pantalla, ya que el VIC no realiza acceso a RAM durante este tiempo.
El esquema de pines es ligeramente diferente al 6510. El 8502 tiene un pin de E/S adicional (el puerto de E/S incorporado asignado a las direcciones 0 y 1 se extiende de 6 a 7 bits) y carece del pin de ϕ2 que tiene el 6510.

Configuración de pines del 8502 (DIP de 40 pines).

En 2007, HP lanzó el HP 35s, una calculadora que utiliza la Tecnología Sunplus/Generalplus SPLB31A/GPLB31A, un chip integrado que integra un núcleo de microprocesador 8502 junto con la pantalla LCD y controladores de E/S. El HP 17bII+, el HP 12c Prestige, así como una versión revisada del HP 12c Platinum y el HP 12c Platinum 25th Anniversary Edition, todos fabricados por Kinpo Electronics, también se basan en este chip.